# Iulus candidus
Iulus candidus är en mångfotingart som beskrevs av Müller. Iulus candidus ingår i släktet Iulus och familjen kejsardubbelfotingar. Inga underarter finns listade i Catalogue of Life.